# Piłka nożna w Czarnogórze
Piłka nożna (serb. Фудбал fûdbaːl) jest najpopularniejszym sportem w Czarnogórze. Jej głównym organizatorem na terenie Czarnogóry pozostaje Fudbalski savez Crne Gore (FSCG).
Według stanu na 1 listopada 2021 roku Fatos Beqiraj i Stevan Jovetić mają odpowiednio 83 i 62 występy reprezentacyjne, a Stevan Jovetić strzelił 31 bramki w barwach reprezentacji Czarnogóry.
W czarnogórskiej 1. CFL grają takie znane kluby świata, jak Budućnost Podgorica, i Sutjeska Nikšić.

## Historia

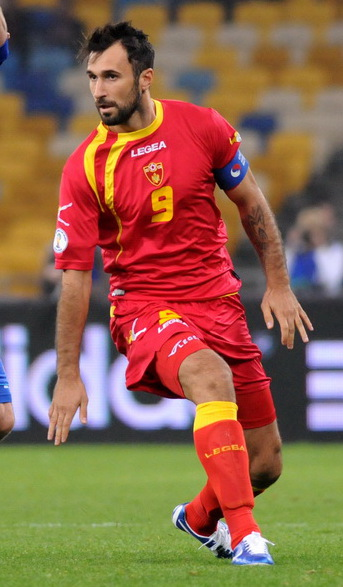
Mirko Vučinić pierwszy kapitan reprezentacji Czarnogóry

Piłka nożna zaczęła zyskiwać popularność w Czarnogórze na początku XX wieku. 12 kwietnia 1913 w Cetynii powstał pierwszy czarnogórski klub piłkarski SK Crnogorac Cetinje, potem następne. 1 grudnia 1918 po zakończeniu I wojny światowej i po rozpadzie Austro-Węgier zamieszkane przez Słowian południowych komitaty Królestwa Chorwacji wraz z ziemiami Styrii i Krainy postanowiły zjednoczyć się z Serbią w Królestwo Serbów, Chorwatów i Słoweńców, późniejszą Jugosławię.
Po założeniu jugosłowiańskiej federacji piłkarskiej – NSJ (chorw. Nogometni Savez Jugoslavije) w kwietniu 1919 roku w Zagrzebiu, rozpoczął się proces zorganizowania pierwszych ligowych Mistrzostw Królestwa Serbów, Chorwatów i Słoweńców w sezonie 1923. Na początku czarnogórskie kluby występowały w rozgrywkach prowadzonych przez Splitski nogometni podsavez – był to III poziom hierarchii jugosłowiańskiej piłki nożnej, a 8 marca 1931 roku powstał pododdział piłkarski w Cetynii, zwany Cetinjski nogometni podsavez – poprzednik federacji piłkarskiej Czarnogóry – FSCG. Był to już II poziom rozgrywek eliminacyjnych. Mistrzostwa Jugosławii do 1927 roku rozgrywki odbywały się systemem pucharowym. W sezonie 1928 organizowane pierwsze ligowe rozgrywki. W rozgrywkach brało udział 6 zespołów, grając systemem kołowym. W sezonie 1931/32 i 1935/36 rozgrywano systemem pucharowym. Zwycięzca turnieju otrzymywał tytuł mistrza Jugosławii.
3 października 1929 zmieniono nazwę państwa na „Królestwo Jugosławii”, również Związek Piłkarski w maju 1930 został przeniesiony do Belgradu i przyjął serbską nazwę FSJ (Fudbalski savez Jugoslavije). Wiosną 1931 zostały organizowane pierwsze mistrzostwa pododdziału piłkarskiego w Cetinje. Pododdział w mistrzostwach Jugosławii reprezentował jedynie klub: SK Crnogorac Cetinje (1935/36). W 1939 zmieniono system mistrzostw Jugosławii, tworząc oddzielne ligi serbską i słoweńsko-chorwacką, w których wyłaniano drużyny kwalifikujące do końcowej fazy mistrzostw Jugosławii. Kluby z Pododdziału Cetinje zostały zakwalifikowane do Ligi Serbskiej, jednak nikt nie zakwalifikował się do najwyższej ligi. Podczas okupacji niemieckiej w latach 1941–1943 czarnogórskie kluby uczestniczyły w rozgrywkach mistrzostw Bułgarii. W 1942 Makedonija Skopje nawet zdobyła wicemistrzostwo Bułgarii.
W 1945 po utworzeniu Socjalistycznej Federacyjnej Republiki Jugosławii kontynuowano rozgrywki o mistrzostwo Jugosławii w najwyższej lidze, zwanej Prva savezna liga. W 1946 roku rozgrywano kwalifikacje w Czarnogórze oraz innych republikach dla uczestnictwa w przyszłych mistrzostwach Jugosławii. Najlepszymi klubami Czarnogóry w tym czasie były: FK Budućnost Podgorica (26 sezonów) i FK Sutjeska Nikšić (9 sezonów), które grały w pierwszej lidze Jugosławii oraz w rozgrywkach Pucharu Jugosławii.
Po upadku SFR Jugosławii 27 kwietnia 1992 roku formalnie powstała Federalna Republika Jugosławii (jug. Savezna Republika Jugoslavija), obejmująca tylko Serbię i Czarnogórę. Od sezonu 1992/93 rozpoczęto mistrzostwa SR Jugosławii, w pierwszej lidze uczestniczyło w sumie 7 klubów czarnogórskich FK Budućnost Podgorica (11 sezonów), FK Sutjeska Nikšić (11 sezonów), FK Zeta Golubovci (6 sezonów), Rudar Pljevlja (6 sezonów), FK Mogren (6 sezonów), Kom Podgorica (1 sezon) i Jedinstvo Bijelo Polje (1 sezon).
4 lutego 2003 roku Federalna Republika Jugosławii została rozwiązana, a w jej miejscu powstało państwo związkowe nazwane Serbią i Czarnogórą. 3 czerwca 2006 roku proklamowano niepodległość przez Czarnogórę.
Rozgrywki zawodowej Prwej ligi zainaugurowano w sezonie 2006/07.

## Format rozgrywek ligowych
W obowiązującym systemie ligowym trzy najwyższe klasy rozgrywkowe są ogólnokrajowe (1. CFL, Druga Liga, Treća Liga). Dopiero na czwartym poziomie pojawiają się grupy regionalne.

## Puchary
Rozgrywki pucharowe rozgrywane w Czarnogórze to:
- Puchar Czarnogóry (Црногорски фудбалски куп).